# 県道120号 (台湾)
県道120号（けんどう120ごう）は、新竹県竹北市から同県尖石郷を結ぶ、全長41.920kmの台湾の県道である。台3線と重複区間がある。

## 通過する自治体
- 新竹県
  - 新北市
  - 芎林郷
  - 横山郷
  - 尖石郷

## 接続する道路
- 台1線
- 県道117号
- 県道123号
- 県道115号
- 国道3号（インターチェンジ）
- 県道123号
- 台3線